# Universidad de Ciencias Médicas de Mayabeque
La Universidad de Ciencias Médicas de Mayabeque (también llamada Facultad de Medicina de Mayabeque) es una universidad de medicina localizada en Mayabeque, Cuba.
Fue fundada en 1980, por Fidel Castro, como una filial de la de La Habana. Con la creación de la Provincia de Mayabeque en 2011, pasó a ser una facultad independiente.

## Facultades
Se encuentra dividida en cuatro facultades: 
- Medicina
- Estomatología
- Licenciatura en Enfermería
- Tecnologías de la Salud